# Svatopluk Baťka
Svatopluk Baťka es un deportista checo que compitió en piragüismo en la modalidad de aguas tranquilas. Ganó dos medallas de plata en el Campeonato Europeo de Piragüismo en los años 2005 y 2006.

## Palmarés internacional
| Campeonato Europeo | Campeonato Europeo       | Campeonato Europeo | Campeonato Europeo |
| Año                | Lugar                    | Medalla            | Competición        |
| ------------------ | ------------------------ | ------------------ | ------------------ |
| 2005               | Poznań (Polonia)         | Medalla de plata   | K4 200 m           |
| 2006               | Račice (República Checa) | Medalla de plata   | K4 200 m           |